# Miltos Manetas
Miltos Manetas (Atene, 6 ottobre 1964) è un pittore e artista multimediale greco.
Attualmente vive a Roma.

## Biografia
Manetas ha frequentato l'Accademia di Belle Arti di Brera a Milano. Comincia la sua carriera a Milano in Italia, negli anni ottanta con una personale presso la Galleria Fac-Simile. La sua compagna quel tempo fu Vanessa Beecroft quando anche lei esponeva con Fac-Simile. Manetas e Beecroft sono poi partiti per gli Stati Uniti nel 1996 e si sono separati nel 1999, quanto Manetas è partito per Los Angeles. Come uno psicologo "post-contemporaneo", Manetas analizza nel suo lavoro il rapporto tra computer, videogiochi e umani. Una parte del lavoro è "classico" (pitture ad olio) l'altra è costituita da Neen e dai lavori in Internet.

## Lavori
Tra le personali più importanti è la mostra "Dogs and Cables" alla Galleria Yvon Lambert nel 2005, "Neen" da Gagosian a New York nel 2000, la sua mostra sui videogiochi alla Analix Gallery nel 1996 e alla Lux Gallery di Londra nel 1999, la mostra di pittura al Postmasters Gallery di New York nel 1998, le mostre sul computer presso la Galerie Philippe Rizzo di Parigi nel 1997 e da Raucci e Santamaria a Napoli nel 1995. Ha partecipato in molte collettive tra queste  nel 2005 la III Bienal de Valencia  e la II Prague Biennale, nel 2000 "Migrazioni. Premio per la giovane arte italiana" al Centro per le Arti Contemporanee di Roma, "Elysian Fields" al Centre Pompidou di Parigi, "Presumed Innocent" al CAPC di Bordeaux, "PICT" al Centro per l'Arte Contemporanea di Banff in Canada, "Il sentimento del 2000" alla Triennale di Milano. Precedentemente ricordiamo collettive al Museo d'Arte Contemporanea di Chicago, al P.S.1 e al Guggenheim di New York, alla Fondation Cartier di Cahors e al Palazzo Reale di Caserta, oltre che al Trevi Flash Art Museum di Trevi
Opere di Manetas si trovano in molti collezioni, tra queste Le Consortium, Dijon,  Fonds National d'Art Contemporain (FNAC), Puteaux,  Musée d'Art Moderne et Contemporain (MAMCS), Strasbourg in Francia
Nel Trevi Flash Art Museum Of Contemporary Art, Trevi in Italia e la collezione di Dakis Joannou.